# Nationalradikales Lager

Falanga – das Symbol des ONR

Das Nationalradikale Lager (polnisch Obóz Narodowo-Radykalny, ONR) war eine polnische rechtsextreme, antikommunistische und nationalistische Partei. Gegründet wurde sie am 14. Mai 1934 von zumeist jugendlichen Radikalen, die die Narodowa-Demokracja-Bewegung verlassen hatten. Im Juni 1934, nach dem Attentat auf Minister Bronisław Pieracki, wurde die ONR-Führung in Bereza Kartuska inhaftiert, im Juli 1934 wurde – rund zwei Monate nach ihrer Gründung – gegen die Partei ein Parteiverbot verhängt.

## Geschichte
Die Parteibildung erfolgte maßgeblich auf Drängen ehemaliger Mitglieder des Großpolnischen Lagers (Obóz Wielkiej Polski) wie Jan Mosdorf, Tadeusz Gluziński und Henryk Rossman. Die Partei orientierte sich am italienischen Faschismus, erreichte aber nie ähnlichen politischen Einfluss oder größere Mitgliederzahlen (1934 waren es zwischen 2000 und 3000 Mitglieder). Sie forderte Solidarität mit dem polnischen Kapital, die Überführung ausländischen und vor allem jüdischen Eigentums in die Hände polnischer Großkapitalisten und die Einführung antisemitischer Gesetze. Ebenso sprach sie sich für den Schutz polnischen Privateigentums und einen zentralistisch geführten Staat aus. Ihren größten Zulauf erhielt das ONR von Studenten und anderen urbanen Jugendgruppen. Wegen seiner Beteiligung am Boykott jüdischer Unternehmen sowie zahlreicher gewalttätiger Ausschreitungen gegen demonstrierende Arbeiter wurde gegen das ONR im Juli 1934 ein Parteiverbot verhängt, und die Partei agierte fortan im Untergrund.
1935 zersplitterte das ONR in mehrere Fraktionen, von denen die größten die ONR-Falanga (geführt von Bolesław Piasecki als polnisch-nationale Schlägerbanden) und ONR-ABC (geführt von Stanisław Piasecki) waren. Beide bildeten während des Zweiten Weltkriegs Widerstandsorganisationen: ONR-ABC bildete den Związek Jaszczurczy und Szaniec, aus denen 1942 die Narodowe Siły Zbrojne gebildet wurden, Mitglieder der ONR-Falanga gründeten die Konfederacja Narodu, die 1943 der Polnischen Heimatarmee beigetreten ist. Allerdings gab es Parteiaktivisten, die mit den Nazis zusammenarbeiteten, da sie Juden für den eigentlichen Feind Polens hielten. 
Am 15. April 2003 bestätigte das Gebietsgericht von Oppeln die Ansichten des Bürgermeisters von Brieg, der das Vorkriegs-ONR als eine „rechtsextreme Organisation, die antisemitische Rhetorik verwendete, sich öffentlich gegen die Regierung stellte und von faschistischen Ideen geleitet wurde“ bezeichnete.
Seit 1993 existiert in Polen die neofaschistische Organisation „Nationalradikales Lager“, die an die Tradition der ONR der Zwischenkriegszeit anknüpft. Diese vertritt einen ultranationalistischen, religiös fundamentalen und antisemitischen Standpunkt.

## Haltung zum Nationalsozialismus
Eine noch größere Ablehnung unter den Mitgliedern des ONR erfuhr der deutsche Nationalsozialismus. Polnische Nationalisten waren der Meinung, dass der Nationalsozialismus eine heidnische, anti-christliche Ideologie ist, die auf pseudo-wissenschaftlichen Vorstellungen von Rasse basiert. Deutschland, unabhängig von welchem System es auch regiert wird, war für die polnischen Nationalisten ein feindliches Land. Die Machtergreifung durch Hitler wurde als zunehmende Bedrohung für Polen angesehen.